# Isoetes boliviensis
Isoetes boliviensis là một loài dương xỉ trong họ Isoetaceae. Loài này được U. Weber mô tả khoa học đầu tiên năm 1922.